# Главы Барнаула
Список градоначальников города Барнаула за более чем вековую историю.
В 1877, в ходе реализации нового Городового положения 1870, появилась городская дума, действительное всесословное представительное учреждение. Из числа гласных (депутатов) избирался городской голова и члены управы — исполнительного органа. Городской голова возглавлял и думу, и управу. Было избрано 72 гласных думы и 5 членов управы.

## Городские головы
| Фото | Городской голова                          | Годы правления        | Примечания |
|      | Давидович-Нащинский Николай Александрович | 1877—1882             | Открыты: 1-я приходская мужская школа (1877); женская прогимназия (1877); горное училище (1880) |
|      | Сухов Дмитрий Никифорович                 | 1882—1885             | Пожертвовал своё должностное жалованье в сумме 2579 руб. 29 коп. на нужды населения. |
|      | Черкасов Александр Александрович          | 1886—1894             | Подробно описал жизнь Алтая в своих художественно-публицистических произведениях. После избрания на второй срок уехал в Екатеринбург, где так же стал городским головой. |
|      | Карпинский Владимир Леонидович            | сентябрь—декабрь 1894 | |
|      | Сухов Василий Дмитриевич                  | 1894—1898             | Занимался благотворительностью: пожертвовал 5 тыс. рублей для нужд Общества попечения о начальном образовании Барнаула, являясь его почетным членом; кроме того он подарил здание для Николаевского смешанного горного училища и входил в попечительский состав женской гимназии |
|      | Платонов Иван Константинович              | 1898—1901             | Потомственный Дворянин,благотворитель, Председатель Барнаульского комитета Красного Креста и Попечитель Покровской Общины сестёр милосердия (до 1898 г.) |
|      | Казанцев Александр Павлович               | 1901—1903             | |
|      | Орнатский Петр Васильевич                 | 1903—1907             | |
|      | Поляков Иван Иванович                     | 1907—1908             | |
|      | Страхов Михаил Иванович                   | 1908—1911             | Участвовал в осуществлении проекта строительства Алтайской железной дороги. |
|      | Платонов Иван Константинович              | 1911—1912             | На территории своей усадьбы построил электростанцию, которая обеспечивала энергией магазины, жилые дома и учреждения. |
|      | Переломов Николай Прокопьевич             | 1912—1913             | |
|      | Лесневский Александр Адольфович           | 1913—1916             | Принимал активное участие в благотворительной деятельности, следил за размещением военнопленных. Выступал режиссёром и постановщиком любительских спектаклей по пьесам русских и зарубежных авторов                                                                              |
|      | Бирюков Василий Яковлевич                 | 1916—1917             | |
|      | Николаев Владимир Иванович                | 1917—1918             | Занимался ликвидацией последствий пожара 1917 года. При его участии созданы биржа труда и страховая касса. |

## Председатели городской думы
| Фото | Председатель думы             | Годы правления | Примечания |
|      | Казанский Порфирий Алексеевич | сентябрь 1918  | Член РСДРП, поэт, писатель и педагог. Осудил октябрьские события как узурпацию власти большевиками. По его инициативе городская дума заявила протест против разгона Учредительного собрания. Репрессирован в 1938 году |

## Председатели городского Совета рабочих и крестьянских депутатов
| Фото | Председатель Горсовета         | Годы правления    | Примечания                                                                                            |
|      | Панкратов, Иван Иванович       | март-май 1917     | Награждён Орденом Ленина.                                                                             |
|      | Шемелев, Владимир Иванович     | май-сентябрь 1917 | |
|      | Цаплин, Матвей Константинович  | 1917—1918         | |
|      | Ковалёв, Максим Иванович       | 1920—1921         | |
|      | Илютович. Николай Сергеевич    | 1923—1924         | |
|      | Громов, Иван Евдокимович       | 1926—1927         | |
|      | Селютин, Лука Тимофеевич       | 1928—1929         | |
|      | Ващенко, Кондратий Григорьевич | 1929—1930         | |
|      | Леонтьев, Константин Антонович | 1930—1933         | Построено крупнейшее предприятие текстильной промышленности Сибири - Барнаульский меланжевый комбинат |
|      | Хабаров, Михаил Евгеньевич     | 1933—1934         | |
|      | Трёмин, Иван Фёдорович         | 1934—1937         | |
|      | Смердов, Николай Андрианович   | 1937—1938         | |
|      | Фотин, Пётр Васильевич         | 1938—1940         | Участвовал в конфликте на КВЖД и был награждён Орденом Красного Знамени                               |

## Председатели городского исполнительного комитета
| Фото | Председатели                  | Годы правления   | Примечания |
|      | Лазарев, Виктор Фёдорович     | 1940—1941        |            |
|      | Бочкарёв, Михаил Евсеевич     | 1941—1942        |            |
|      | Есин, Семён Григорьевич       | 1942—1943        |            |
|      | Кузнецов, Леонид Фёдорович    | 1943—1947        |            |
|      | Бабурин, Александр Петрович   | апрель-июнь 1947 |            |
|      | Черепов, Алексей Ильич        | 1947—1953        |            |
|      | Трофимов, Валентин Васильевич | 1953—1958        |            |
|      | Аргудяев, Георгий Алексеевич  | 1958—1963        |            |
|      | Налётов, Иван Дмитриевич      | 1963—1971        |            |
|      | Мельников Анатолий Иванович   | 1971—1986        |            |
|      | Баварин Владимир Николаевич   | 1971—1986        |            |
|      | Колганов Владимир Николаевич  | 1990—1991        |            |

## Главы администрации города
| Фото | Руководитель                 | Годы правления               | Примечания |
|      | Баварин Владимир Николаевич  | 1991—2003                    |            |
|      | Колганов Владимир Николаевич | 2003—2010                    |            |
|      | Савинцев Игорь Григорьевич   | 2010—2015                    |            |
|      | Фризен Пётр Дмитриевич       | август — декабрь 2015 (и.о.) |            |
|      | Дугин Сергей Иванович        | 2015—2019                    |            |
|      | Франк Вячеслав Генрихович    | с августа 2019 (и.о.)        |            |